# Quem É que Será?
Quem é que será? é uma música interpretada pelo cantor português David Navarro, e foi composta exclusivamente para concorrer ao Festival RTP da Canção 2010 e representar Portugal no Festival Eurovisão da Canção 2010. A música foi anunciada a 20 de Janeiro de 2010 como uma das trinta participantes na votação on-line da selecção portuguesa.